# Hockenheim

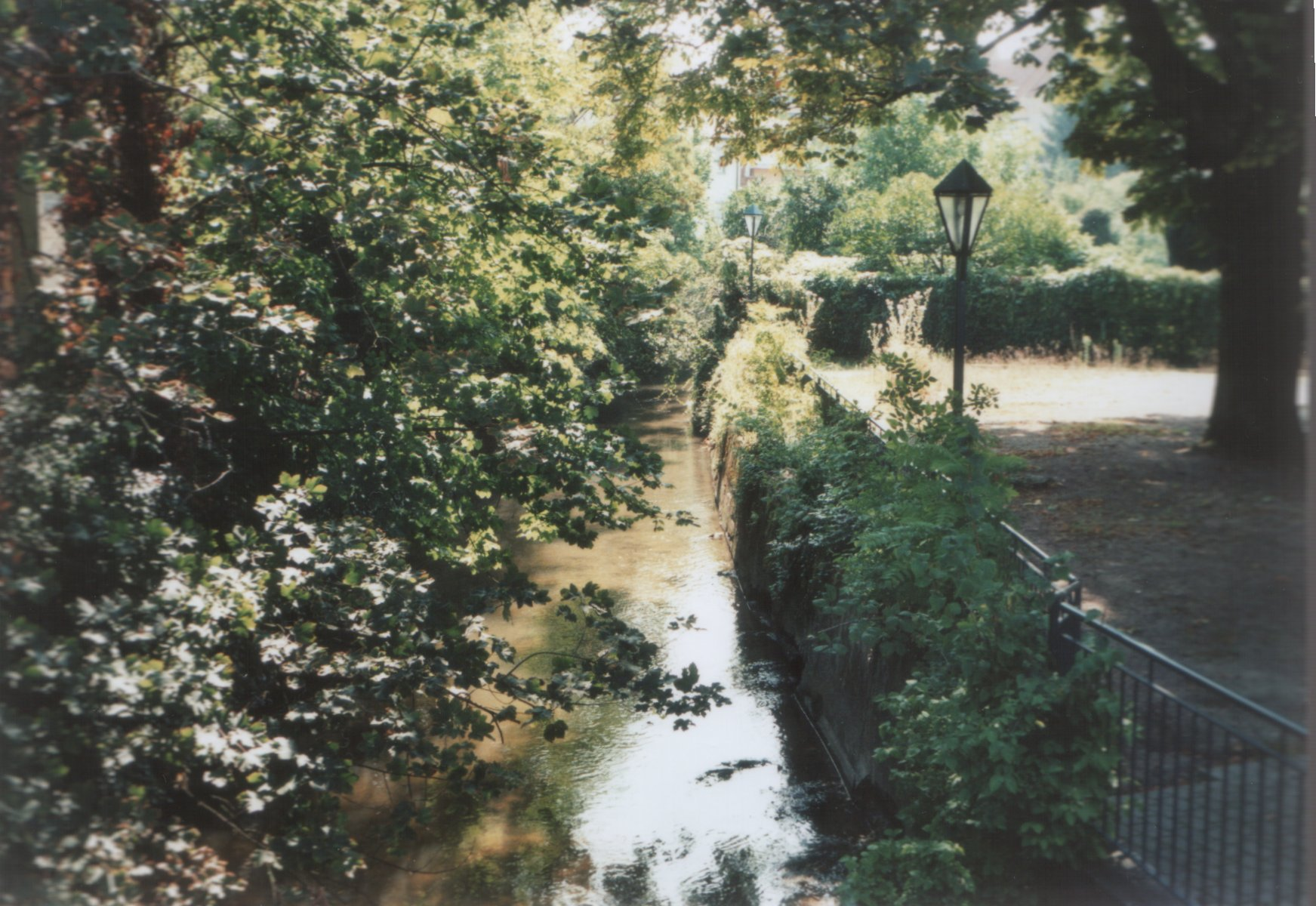
Der Kraichbach in Hockenheim. Historisches Bild von 2005; mittlerweile ist dieser Gewässerabschnitt im Rahmen des Hochwasserschutz- und Ökologieprojekts Hockenheim („HÖP“) landschaftlich verändert worden.

Hockenheim (kurpfälzisch: Hoggene [ˈhɔgənə]) ist eine Stadt im nordwestlichen Baden-Württemberg etwa 20 km südlich von Mannheim. Sie ist eine der sechs größten Städte des Rhein-Neckar-Kreises und gehört zum Mittelbereich Schwetzingen im Bereich des Oberzentrums Mannheim. Sie gehört zur europäischen Metropolregion Rhein-Neckar.
Seit dem 1. Januar 2001 ist Hockenheim eine Große Kreisstadt. Die Stadt Hockenheim ist mit den Nachbargemeinden Altlußheim, Neulußheim und Reilingen eine Vereinbarte Verwaltungsgemeinschaft eingegangen.
Die Stadt ist durch die Motorsport-Rennstrecke Hockenheimring überregional bekannt.

## Geographie

### Lage und Naturraum
Hockenheim liegt in der Oberrheinischen Tiefebene an einer alten Handelsstraße von Frankfurt am Main nach Basel. Durch das Stadtgebiet fließt der Kraichbach, der das Stadtgebiet in einen größeren östlichen und einen kleineren westlichen Bereich teilt und unweit nördlich von Hockenheim bei Ketsch in den Rhein mündet.
Die Gemarkung gliedert sich in zwei große Naturräume. Die Rheinaue im Westen und die zum Teil mehrere Meter höher gelegene Niederterrasse im Osten. Der sogenannte Hockenheimer Rheinbogen übergreift die Gemarkungen von Ketsch, Hockenheim und Altlußheim. 30 Teilgebiete mit insgesamt 656 Hektar stehen unter Naturschutz. Sie werden durch eine etwa dreimal so große Fläche ergänzt, die als Landschaftsschutzgebiet ausgewiesen ist. Der Rheinbogen bietet biologisch vielfältige, sekundäre Feuchtbiotope, die als Rückzugsgebiet für vom Aussterben bedrohten Pflanzen- und Tierarten dienen. Außerdem ist er ein international bedeutsamer Rast- und Nahrungsraum für überwinternde Vogelarten.
Das Gemeindegebiet erstreckt sich über 3484 Hektar. Davon sind 28,2 Prozent Siedlungs- und Verkehrsfläche, 47,5 Prozent werden landwirtschaftlich genutzt, 2,3 Prozent sind Wasserflächen und 21,1 Prozent sind bewaldet.

### Nachbargemeinden
Folgende Gemeinden grenzen an die Stadt Hockenheim. Sie werden im Uhrzeigersinn beginnend im Norden genannt: Ketsch, Schwetzingen, Oftersheim, Leimen (nur die Exklave westlich von Sandhausen), Reilingen, Neulußheim und Altlußheim. Im Westen bildet der Rhein die natürliche Grenze zu Rheinland-Pfalz mit der dortigen kreisfreien Stadt Speyer und der Ortsgemeinde Otterstadt.

### Stadtgliederung
Zur Stadt Hockenheim gehören die Orte Bahnstation Talhaus und Wasserwerk, das Gehöft Insultheimerhof und die Häuser „Herrenteich, Ziegelei“ und „Ketschau, Ziegelei“. Im Stadtgebiet liegt die Wüstung Westeheim.
Das Stadtgebiet bildet eine Einheit und ist lediglich für statistische Zwecke in fünf Stadtteile eingeteilt.

## Geschichte

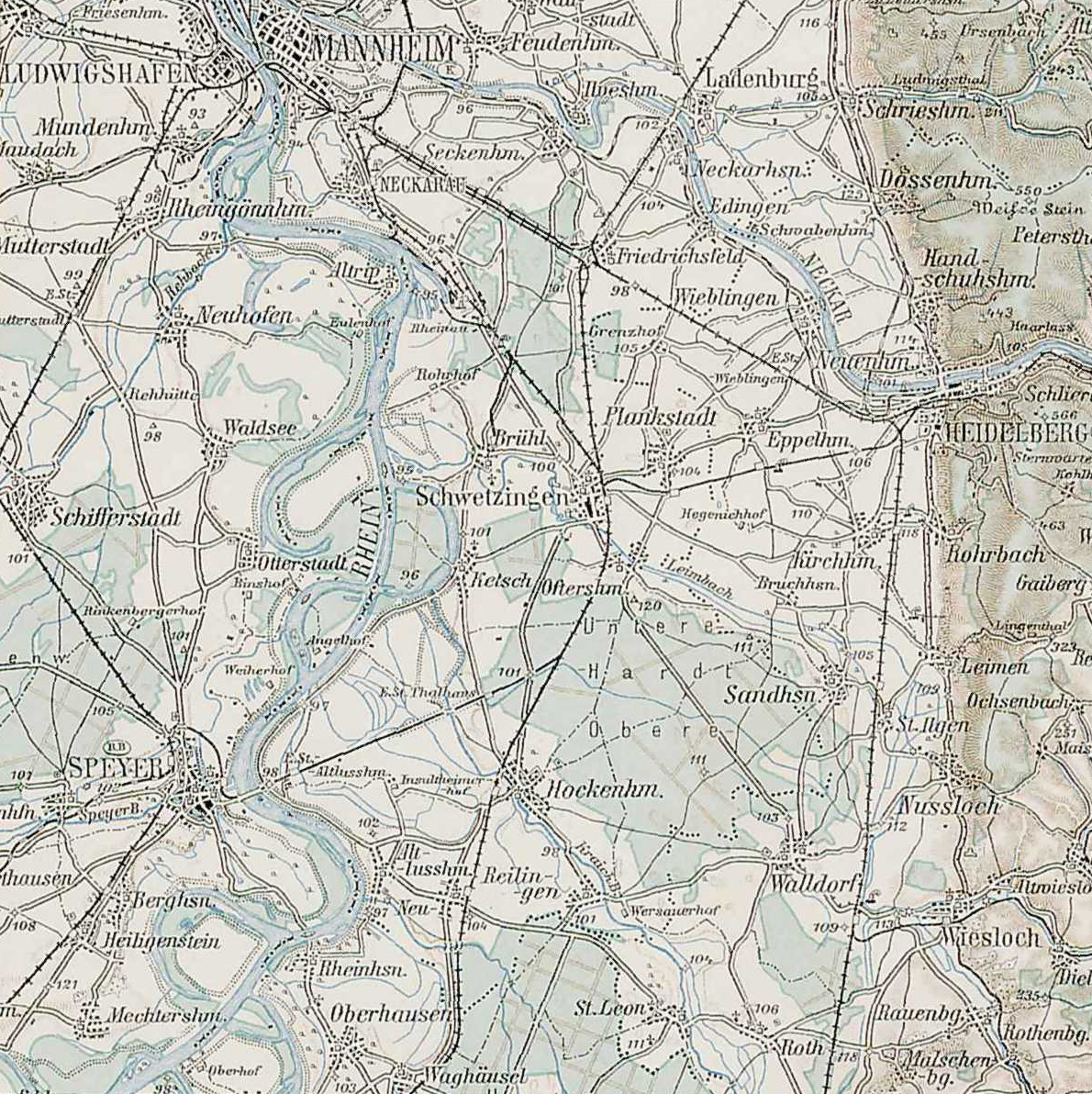
Hockenheim und Umgebung 1907.

### Frühe Geschichte
Ein 1984 in Hockenheim ergrabener Ziegelofen, in dem sich gestempelte Ziegel der 71 n. Chr. bis 92. n. Chr. in Mainz stationierten römischen legio XIV Gemina Martia Victrix befanden, weist auf eine Besiedlung in dieser Zeit hin.
Hockenheim wurde im Jahr 769 im Lorscher Codex im Rahmen einer Schenkungsurkunde als Ochinheim erwähnt. Dort wurde der Ort dann in späteren Aufzeichnungen auch als Hochinheim, Hochkinheim und Hochenheim bezeichnet. Hockenheims Name wechselte in amtlichen Dokumenten, Urkunden und Landkarten der nachfolgenden Jahrhunderte noch oft seine Gestalt: Hocgenheim, Hokkinheim, Hokenheim, Hockenaw Heidelberger amps, Hochekein, Hogckna, Hockenau, Hockenaw, Hoggena und sogar Ockena. 1238 wurde der Name Hockenheim erstmals erwähnt.
Im Mittelalter gehörte Hockenheim zusammen mit Reilingen zum Herrschaftsbezirk der Burg Wersau. Wohl zusammen mit der Schenkung der Königswälder Lußhardt und Schwetzinger Hardt im 11. Jahrhundert gelangten die Burg und die Orte an den Bischof von Speyer, der zur Verwaltung ein Ministerialengeschlecht einsetzte. Die Schenken von Wersau verkauften das Lehen an die Pfalzgrafen bei Rhein, was 1286 durch den Speyerer Bischof Friedrich von Bolanden bestätigt wurde. Die Pfalzgrafen verpfändeten die Herrschaft in der Folgezeit an verschiedenen Adelsfamilien. Bei der pfälzischen Landesteilung 1410 fiel Hockenheim an Pfalz-Mosbach und gelangte später an Pfalz-Veldenz. 1460 löste der Speyerer Bischof das Pfand nochmals ein, musste aber bereits nach der Schlacht bei Seckenheim zwei Jahre später Hockenheim an die Kurpfalz abtreten, die den Ort in die Kirchheimer Zent integrierte.
Im 17. Jahrhundert wurde Hockenheim im Dreißigjährigen Krieg 1644 und im Holländischen Krieg 1674 durch französische Truppen schwer verwüstet. Die Franzosen brachten auch den Tabak ins Land. Zuvor war vor allem der Hopfenanbau in der Gegend vertreten.

### 19. und 20. Jahrhundert

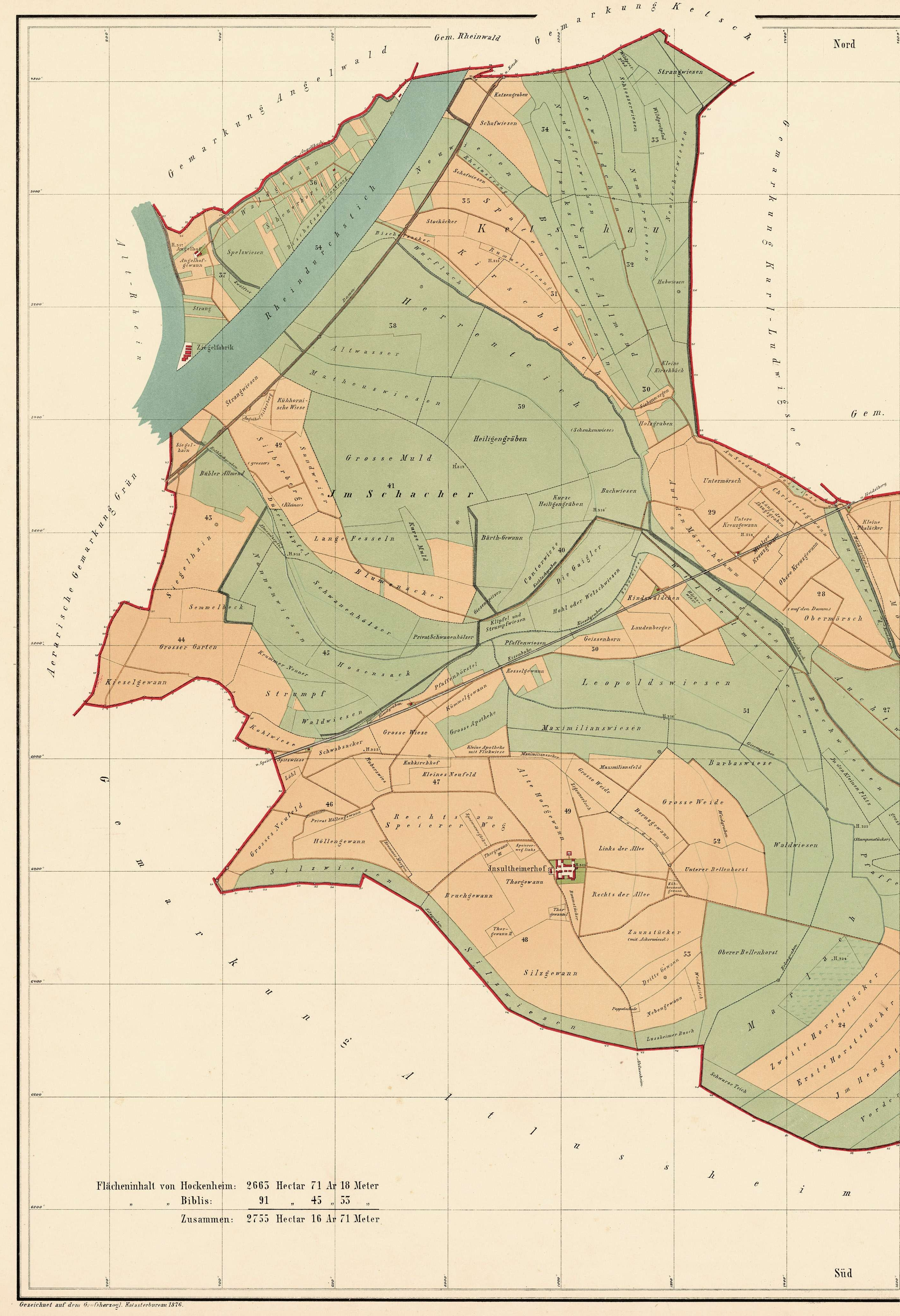
Gemarkungsplan von 1878, Teil West

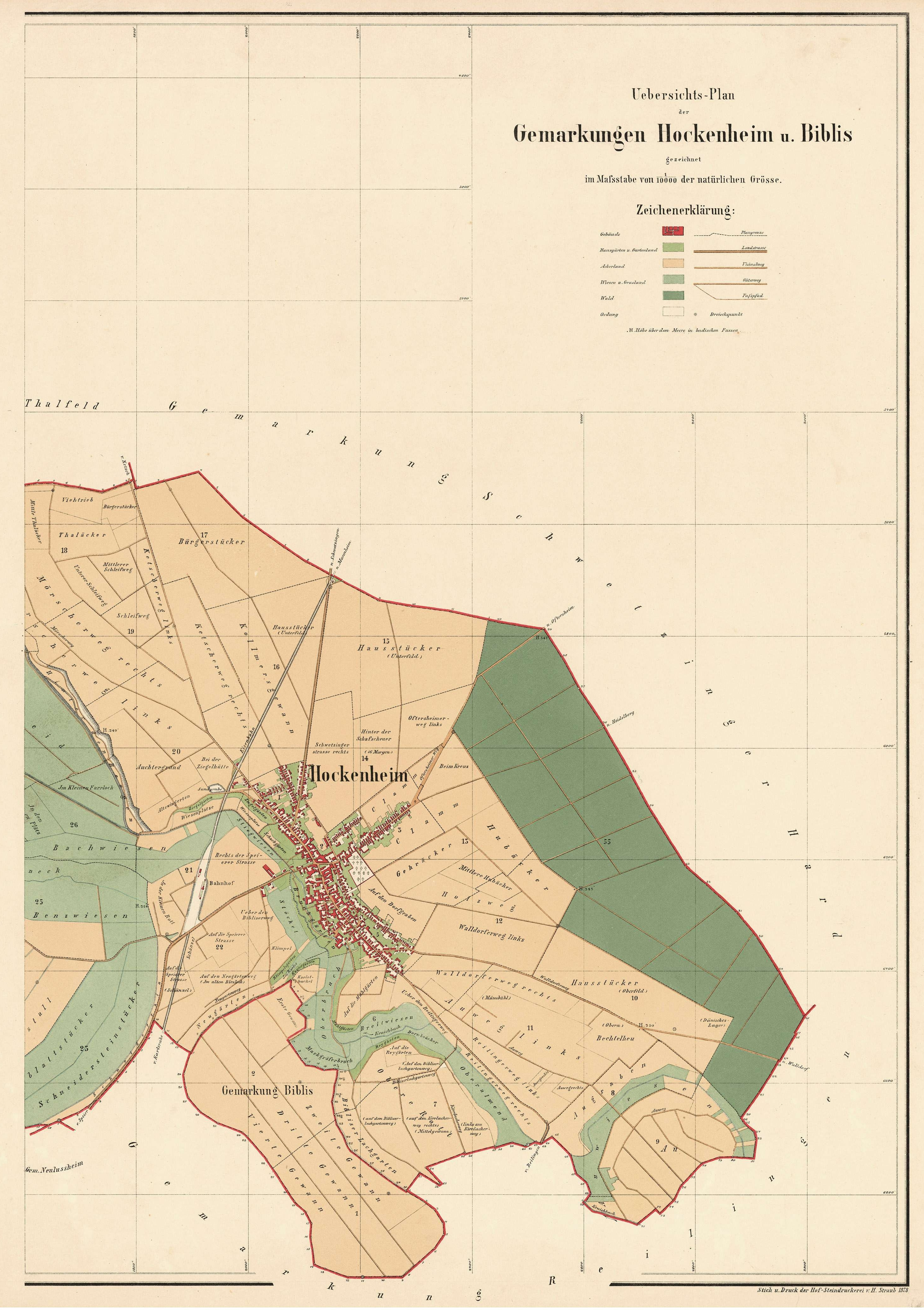
Gemarkungsplan von 1878, Teil Ost mit Biblis

Im Jahr 1803 wurde die Kurpfalz aufgelöst und die Gemeinde kam zu Baden und wurde dem Amt Schwetzingen zugeordnet.
Der Tabakanbau in der Gegend führte im 19. Jahrhundert zum Aufbau der Zigarrenindustrie ab 1860. Die Gemeinde wuchs weiter, so dass sie schließlich mit Wirkung vom 22. Juli 1895 durch Großherzog Friedrich I. von Baden die Stadtrechte erhielt. Anfang des 20. Jahrhunderts verdrängte der Spargelanbau den Hopfen.
Nach Auflösung des Amtsbezirks Schwetzingen kam die junge Stadt 1924 zum Bezirksamt Mannheim, aus dem 1938 der Landkreis Mannheim hervorging. Am 29. Mai 1932 wurde der Hockenheimring mit einem Rennen eröffnet.
Politisch war seit der Reichsgründung 1871 meist das Zentrum die stärkste Partei, das sich in Hockenheim während der Weimarer Republik in ein von Arbeitern bevorzugtes Zentrum I und ein bürgerliches Zentrum II spaltete. Ab 1930 hatten die Nationalsozialisten die Mehrheit und bei der Reichstagswahl März 1933 erhielt die NSDAP 47,1 Prozent der Stimmen.
1933 gab es noch 54 Juden. 13 von ihnen fielen den nationalsozialistischen Verfolgungen zum Opfer und die seit 1833 bestehende Synagoge wurde in der Reichspogromnacht 1938 niedergebrannt.
Nach dem Zweiten Weltkrieg wurde der Niedergang der Zigarrenindustrie eingeläutet. Inzwischen war die Stadt aber durch den Hockenheimring bekannt geworden. Im Zuge der Kreisreform zum 1. Januar 1973 wurde der Landkreis Mannheim aufgelöst und die Stadt Hockenheim dem neu gebildeten Rhein-Neckar-Kreis zugeordnet.
Im Jahre 1991 war Hockenheim Gastgeber der 11. baden-württembergischen Landesgartenschau.

### 21. Jahrhundert
Nach Überschreiten der 20.000-Einwohnergrenze 1999 beantragte die Stadt die Erhebung zur Großen Kreisstadt, was die Landesregierung von Baden-Württemberg dann mit Wirkung vom 1. Januar 2001 beschlossen hat.

### Entwicklung der Gemarkung
Nach der Säkularisation des Hochstifts Speyer 1803 fielen seine rechtsrheinischen Gebiete an Baden. Bald an Hockenheim angeschlossen wurden der Insultheimerhof und der Angelhof sowie Teile der Gemarkung der Stadt Speyer. Der Staat behielt den Angelwald, den Biblis, das Talfeld und das Speyerer Grün.
Bei der Rheinbegradigung nach den Plänen von Tulla in der Mitte des 19. Jahrhunderts wurden der Angelwald und Teile der Gemarkung Hockenheims linksrheinisch und fielen damit gemäß einem Staatsvertrag an Bayern.
1889 wurde das Talfeld nach einem Streit mit Ketsch mit Hockenheim vereinigt. 1929 erhielt die Stadt Teile des Biblis und des Speyerer Grüns und damit einen Gebietszuwachs von 124 Hektar. Weitere 688 Hektar folgten zwei Jahre später bei der Aufteilung des Waldes der Schwetzinger Hardt.

### Einwohnerentwicklung
Einwohnerzahlen nach dem jeweiligen Gebietsstand (nur Hauptwohnsitze).

Einwohnerentwicklung von Hockenheim von 1786 bis 2015

| Jahr             | Einwohnerzahlen |
| ---------------- | --------------- |
| 1786             | 1.088           |
| 1809             | 1.389           |
| 1825             | 1.724           |
| 1839             | 2.560           |
| 1849             | 3.102           |
| 1858             | 3.217           |
| 1. Dezember 1871 | 3.753           |
| 1875             | 4.176           |
| 1. Dezember 1880 | 4.400           |
| 1. Dezember 1890 | 4.966           |
| 1. Dezember 1900 | 5.795           |
| 1. Dezember 1910 | 7.094           |
| 16. Juni 1925    | 8.751           |
| 16. Juni 1933    | 9.662           |
| 17. Mai 1939     | 10.000          |

| Jahr               | Einwohnerzahlen |
| ------------------ | --------------- |
| Dezember 1945      | 9.899           |
| 13. September 1950 | 12.183          |
| 6. Juni 1961       | 13.213          |
| 31. Dezember 1968  | 15.017          |
| 27. Mai 1970       | 15.542          |
| 31. Dezember 1975  | 16.890          |
| 31. Dezember 1980  | 15.997          |
| 25. Mai 1987       | 16.112          |
| 31. Dezember 1990  | 17.015          |
| 31. Dezember 1995  | 18.774          |
| 31. Dezember 2000  | 20.155          |
| 31. Dezember 2005  | 20.787          |
| 31. Dezember 2010  | 21.118          |
| 31. Dezember 2015  | 21.130          |
| 31. Dezember 2020  | 21.539          |

## Religionen

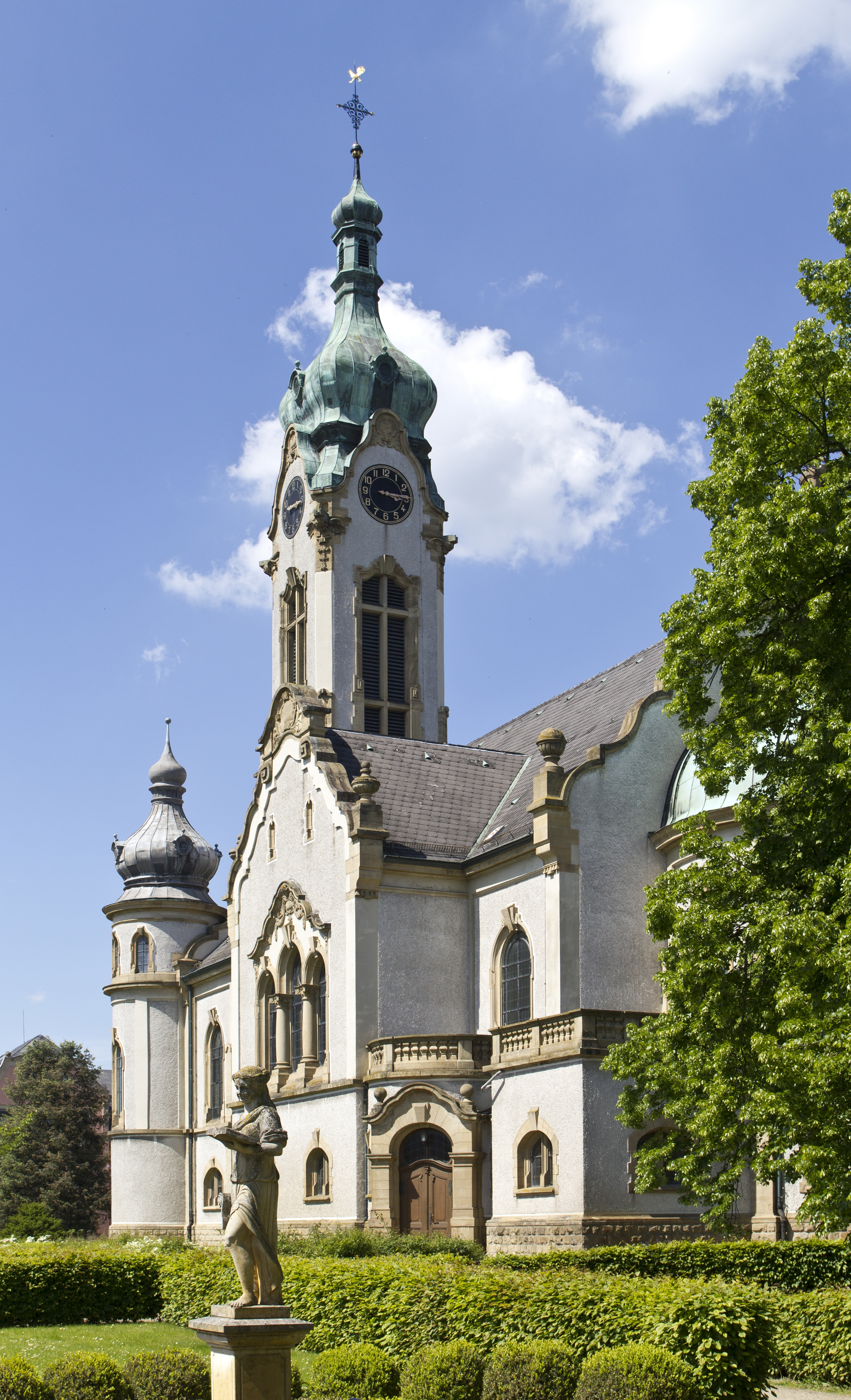
Evangelische Kirche

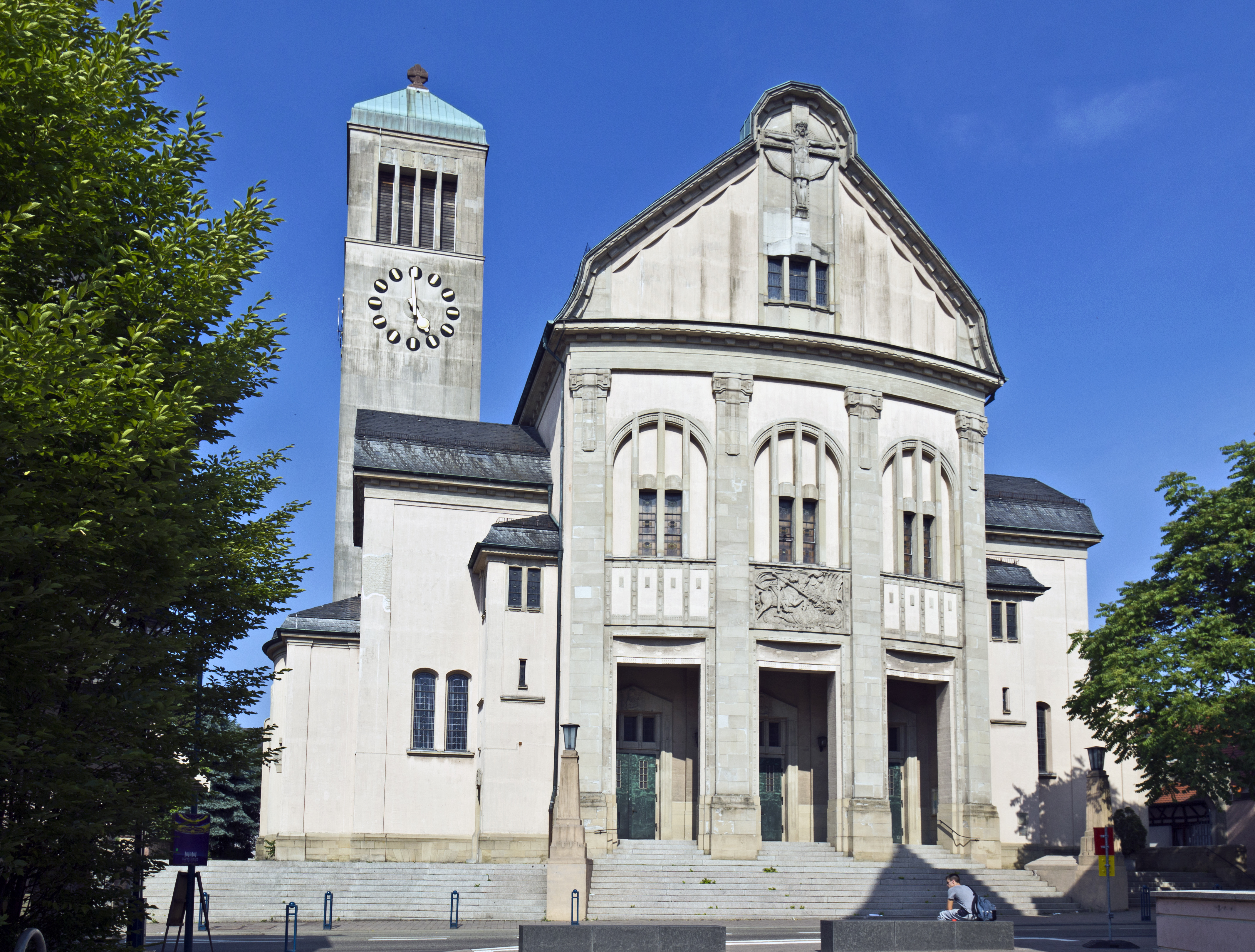
Katholische Kirche

Hockenheim gehörte anfangs zum Bistum Speyer. Wie in der gesamten Kurpfalz, so wurde auch in Hockenheim die Reformation eingeführt. Schon 1545 hatte sich Hockenheim an Kurfürst Friedrich II. gewandt mit der Bitte, einen evangelischen Pfarrer einzusetzen. Doch erst ab 1556 galt auch in Hockenheim das von Kurfürst Ottheinrich verordnete reformierte Bekenntnis. Als im Rahmen der Kirchenteilung in der Kurpfalz die Kirche St. Georg in Hockenheim 1707 den Katholiken übergeben wurde, mussten die Evangelischen aus Hockenheim in den Nachbarort Reilingen zur Kirche gehen; bis 1866 gehörte Hockenheim als Filialgemeinde zu Reilingen. Bereits 1757 erbauten sie sich eine neue Kirche, deren Turm eine exakte Kopie des „alten“ Turms von St. Georg gewesen sein soll. 1866 wurde Hockenheim selbstständiges Vikariat, 1869 wieder selbstständige Pfarrei. 1905 bis 1907 erbaute sich die Gemeinde, die erste Kirche war zu klein geworden, eine neue, repräsentative Kirche, die heutige evangelische Stadtkirche. Die alte Kirche wurde zum Gemeindehaus, dem Lutherhaus, umgebaut; im Zuge dieses Umbaus wurde der Turm abgetragen. Im 2007–2008 grundlegend renovierten Lutherhaus hat die Gemeinde bis heute ihr Gemeindezentrum, wo sich die Gruppen und Kreise regelmäßig treffen. Gehörte die Gemeinde zunächst zum Kirchenbezirk Oberheidelberg, so wurde sie bei dessen Teilung dem Kirchenbezirk Schwetzingen zugeordnet. Am 31. Dezember 1968 überschritt die Gemeindegliederzahl die 7000er-Marke, Hockenheim erhielt in der Folge ab 1970 ein Gruppenpfarramt mit zwei Pfarrstellen. Die Gemeinde gehört heute zum Kirchenbezirk Südliche Kurpfalz der Evangelischen Landeskirche in Baden.
Die Katholiken, die heute etwa in gleicher Zahl wie die Protestanten in Hockenheim vertreten sind, erhielten 1707 die Kirche St. Georg, die einzige Kirche der Stadt. Die Pfarrgemeinde gehörte zunächst noch zum Bistum Speyer und wurde 1821/1827 Teil des neu gegründeten Erzbistums Freiburg, wo sie dem Dekanat Sankt Leon zugeordnet wurde. 1899 wechselte sie zum Dekanat Philippsburg. 1911 erbaute sich die Gemeinde eine neue Kirche, die bisherige Kirche diente als Gemeindehaus. 1960 wurde das Dekanat Schwetzingen neu gegründet, zu dem fortan auch die Pfarrgemeinde St. Georg Hockenheim gehörte, doch wurde das Dekanat bereits 1976 wieder aufgelöst. Seither gehört die Pfarrgemeinde zum Dekanat Wiesloch. Sie bildet mit den Nachbargemeinden in Neulußheim und Reilingen die Seelsorgeeinheit Hockenheim.
Neben den beiden großen Kirchen gibt es in der Stadt auch Freikirchen und weitere christliche Gemeinden und zwar eine Gemeinde der Evangelisch-methodistischen Kirche, die seit dem Ende des 19. Jahrhunderts bereits Gottesdienste in einem Gebäude in der Unteren Mühlstraße abhielt und sich 1958/1959 die heutige Christuskirche erbaute, sowie die „Evangelische Gemeinschaft“, die zum Evangelischen Gemeinschaftsverband AB e. V. (AB-Verband) gehört.
Ferner gibt es in Hockenheim eine Neuapostolische Kirche, die 2002 erbaut wurde. Die zugehörige Gemeinde wurde bereits 1951 gegründet.
Die Muslimische Glaubensgemeinschaft trifft sich in der im Jahr 2000 errichteten Moschee im Talhaus. Außerdem gibt es einen Türkisch-Islamischen Verein Hockenheim und Umgebung
Ab 1510 gab es vereinzelt Juden in Hockenheim. Im 19. Jahrhundert entwickelte sich eine größere Gemeinde, die um 1864 mit 165 Mitgliedern ihren Höchststand erreichte. In der Folgezeit setzte eine Abwanderung in größere Städte ein und 1933 gab es noch 54 Juden. Das einzige verbliebene bauliche Zeugnis der ehemaligen jüdischen Gemeinde Hockenheims ist der 1879 angelegte Jüdische Friedhof.

## Politik

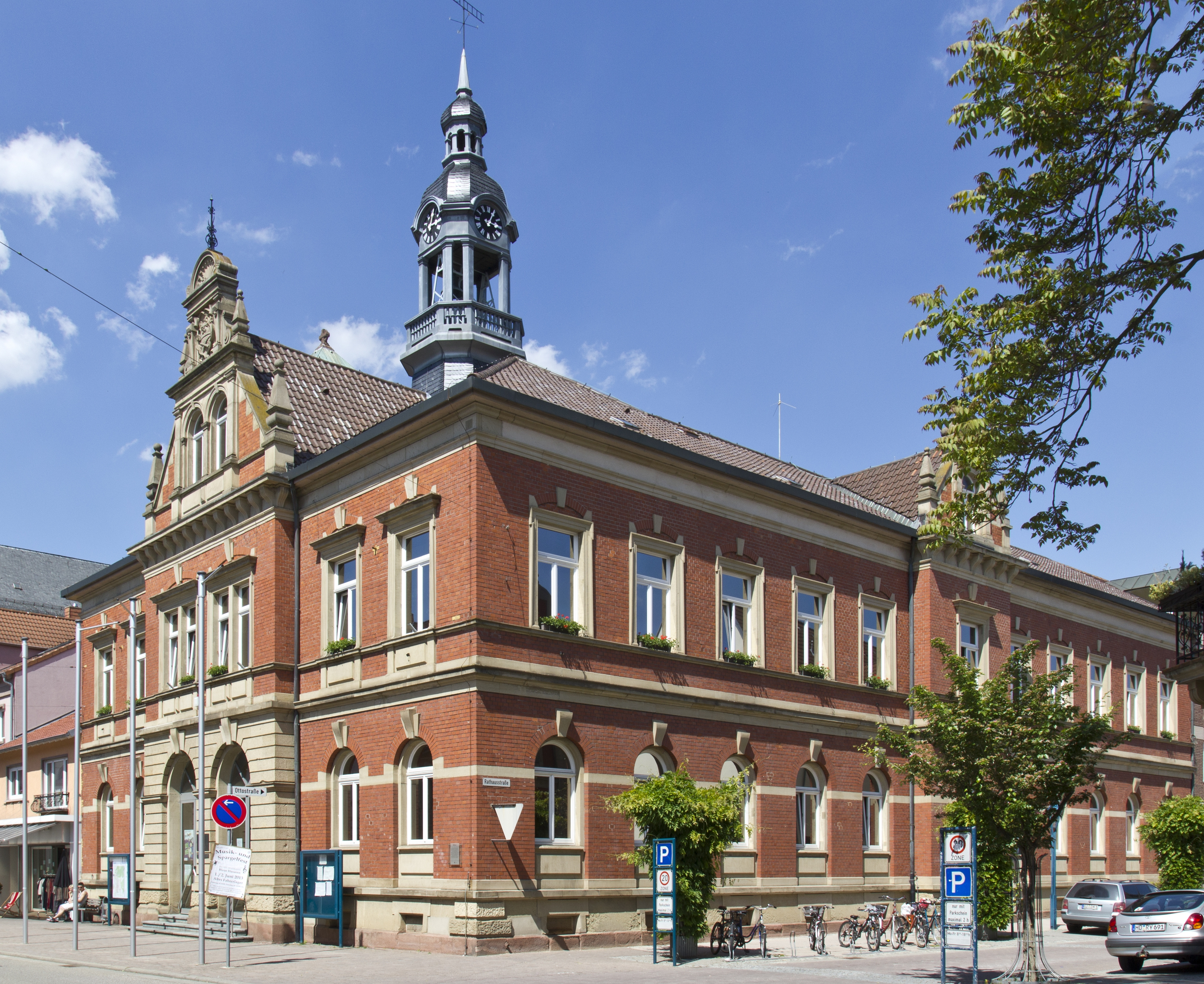
Rathaus Hockenheim

### Vom Schultheiß bis zum Oberbürgermeister
Seit der Zeit der ersten urkundlichen Erwähnung Mitte des 15. Jahrhunderts, bis in das frühe 19. Jahrhundert hinein, war der Schultheiß (auch Schulz, Vogt, Oberschultheiß) das Gemeindeoberhaupt in Hockenheim. Er wurde vom Landesherrn auf Lebenszeit ernannt und war, mit großen Vollmachten ausgestattet, das Bindeglied zwischen Obrigkeit und Bürger. Zumeist wählte man begüterte und in der Gemeinde angesehene Bürger aus, weshalb in Hockenheim oft namhafte Schildwirte und Müller dieses Amt bekleideten.
Gegen Ende des 18. Jahrhunderts zeigten sich die ersten zarten Anzeichen einer demokratischen Entwicklung, da spätestens ab 1797 das Ortsoberhaupt von der Bürgerschaft gewählt oder wenigstens vorgeschlagen wurde, wobei sich der Kurfürst immer das Recht der Bestätigung vorbehielt. Die Besoldung der Schultheißen war zwar bescheiden, aber der Amtsinhaber genoss in der Regel ein hohes Ansehen in der Dorfgemeinschaft und konnte als einer der ersten Honoratioren gelten. Neben dem Schultheißen stand zeitweise der Anwaltschultheiß (auch Anwald(t) oder Anwaldschultheiß), der in den Ortsprotokollen mehrfach als Anwärter für den Posten des Schultheißen auftritt und gleichsam wohl auch die Rolle des Stellvertreters und des Kontrolleurs ausübte.
Der Schultheiß hatte für die äußere und innere Ordnung in der Gemeinde zu sorgen und bei den vierzehntäglichen Sitzungen des Ortsgerichts (damals zugleich Gemeinderat) führte er den Vorsitz. Seine vornehmste Pflicht war es bei der alljährlichen um Martini (später auch um den Jahreswechsel herum) gehaltenen Tagung des Ruggerichts das jeweilige Urteil zu verkünden und bei Schuldsprüchen die in der Dorfordnung vorgesehene Strafe auszusprechen. Diese dorfrichterlichen Aufgaben bestanden bis in das frühe 19. Jahrhundert hinein.
Ab 1810 führten die Schultheißen den Titel Vogt und um 1832, gegen Ende der Amtszeit von Johann Sigmund Piazolo, änderte sich Amtsbezeichnung in Bürgermeister.
Im Großherzogtum Baden wurden von 1832 an die Bürgermeister auch nicht mehr ernannt, sondern von Gemeindegremien (Kleiner Ausschuss und Großer Ausschuss, später Gemeinderat) gewählt. Zwischen 1870 und 1890 wählten die männlichen Hockenheimer, die das Gemeindebürgerrecht besaßen und ihre Umlage bezahlt hatten, ihren Bürgermeister direkt. Von 1890 bis 1933 wurde der Bürgermeister vom Gemeinderat und einem Bürgerausschuss (Vereinigter Ausschuss) mit zunächst 48, später 60 Mitgliedern, gewählt. Die Ausschussmitglieder hatten hierbei unterschiedliche Stimmgewichte (ein bis drei Stimmen), die sich nach der Höhe der jeweiligen Besteuerungsklasse bemaßen, was grundsätzlich dem preußischen Dreiklassenwahlrecht entsprach.
Mit der Badischen Gemeindeordnung von 1921 hielt die repräsentative Demokratie Einzug. Der Bürgermeister wurde nun auf neun Jahre gewählt und Gemeinderat (8 Räte) und Bürgerversammlung (68 Bürger) amtierten für jeweils vier Jahre. Zu den umfangreichen Amtsbefugnissen des Bürgermeisters gehörten unter anderem der Vorsitz beider vorgenannter Gremien, die Leitung der Stadtverwaltung und der Ortspolizeibehörde, sowie ein Eilentscheidungsrecht in allen Angelegenheiten.
Die demokratische Entwicklung auf kommunaler Ebene wurde am 1. Oktober 1933 jäh gestoppt, als Bürgermeister Philip Klein von der NSDAP-Ortsgruppe abgesetzt wurde und gleichzeitig der NSDAP-Ortsgruppenleiter Arthur Neuschäfer sein Amt übernahm. Die am 30. Januar 1935 erlassene Deutsche Gemeindeordnung sorgte für die Gleichschaltung der Gemeinden mit den Zielen der Staatsführung. Daher wurde dem Bürgermeister ein Beauftragter der NSDAP zur Seite gestellt, der in allen wichtigen Fragen Mitspracherecht hatte. In Hockenheim bestand also der durch die Gemeindeordnung nicht zu erklärende Fall, dass Bürgermeister und NSDAP-Beauftragter (Ortsgruppenleiter) ein und dieselbe Person waren.
Nach der Kapitulation von 1945 war automatisch auch die Amtszeit des NS-Bürgermeisters in Hockenheim beendet. Die beiden nachfolgenden Amtsinhaber Ludwig Grein und Friedrich Speckert wurden von der amerikanischen bzw. französischen Militärregierung kommissarisch eingesetzt.
Bereits am 31. Dezember 1945 fanden die ersten Gemeinderatswahlen der Nachkriegszeit statt. Hierbei zeigte sich bereits die politische Grundstruktur Hockenheims, die bis heute fast unverändert besteht. Der zunächst von den französischen Alliierten kommissarisch eingesetzte Bürgermeister Franz Hund, wurde am 1. Februar 1948 in einer Volkswahl demokratisch für sechs Jahre gewählt. Das Direktwahlverfahren ist bis heute gültig, wobei die Amtszeit mittlerweile auf acht Jahre verlängert wurde.
Mit Wirkung zum 1. Januar 2001 wurde Hockenheim zur Großen Kreisstadt erhoben. Damit erhielt gleichzeitig der Bürgermeister die neue Amtsbezeichnung des Oberbürgermeisters. Nach der Gemeindeordnung ist sein ständiger Vertreter der Erste Beigeordnete mit der Amtsbezeichnung Bürgermeister.

### Liste der Gemeindeoberhäupter
| Schultheiße - 1444: Hans Rußheimer (speyerisch-bischöflich) - 1467: Jost Legelin (ab 1462 kurpfälzisch) - 1480 und 1494: Hans Henlein (auch als Honlin oder Hunlin bezeichnet) - 1561: Bastian Enders (Reisender Schultheiß und Zentgraf) - 1593: Nicklaß Würth - 1610: Georg Conrad Wolbert - 1613: Hans Georg Sparr - 1682: Johann Georg Remiß - 1700: Johannes Gesell - 1706: Johannes Mentzel (Reisender Schultheiß und Zentgraf) - 1711–1742: Johann Georg Engelhorn - 1742–1745: Christoph Kutscher - 1745–1753: Johann Hermann Schröder - 1755: Johann Peter Schrank - bis 1762: Philip Emsberger - 1762–1774: Arnold Weber - 1774–1797: Heinrich Seyler (auch als Seiler bezeichnet) - 1797–1815: Isaac Hoffmann (ab 1803 badisch, Amtsbezeichnung ab 1810 Vogt) | Bürgermeister/Oberbürgermeister - 1815–1832: Johann Sigismund Piazolo (Amtsbezeichnung ab 1832 Bürgermeister) - 1832–1837: Martin Seßler - 1837–1844: Kammer - 1844–1849: Kosel - 1849–1854: Georg Philipp Schrank - 1854–1857: Philipp David Schwab - 1857–1865: Jakob Neuberger - 1866–1869: Bernhard Eisinger - 1869–1883: Georg Kammer - 1883–1904: Ludwig Zahn - 1904–1919: Martin Schütz - 1919–1922: Max Lang - 1923–1927: Wilhelm Rinklef - 1928–1933: Philipp Klein - 1933–1945: Arthur Neuschäfer - 1945: Ludwig Grein (kommissarisch) - 1945: Friedrich Speckert (kommissarisch) - 1945–1958: Franz Hund (bis 1948 kommissarisch) - 1958–1978: Kurt Buchter - 1978–2004: Gustav Schrank (Amtsbezeichnung ab 2001 Oberbürgermeister) - 2004–2019: Dieter Gummer (SPD) - seit 2019: Marcus Zeitler (CDU) |

Bis 1711 und zwischen 1753 und 1762 sind die Amtszeiten nicht überliefert. Ebenso ist nicht mehr nachvollziehbar, ob es möglicherweise noch weitere Schultheiße gab – vor allem auch in der Zeit vor 1444. Die für diesen Zeitraum aufgeführten Jahresangaben dokumentieren lediglich die jeweilige urkundliche Erwähnung.

### Gemeinderat
Der Gemeinderat der Stadt Hockenheim hat 22 Mitglieder, die den Titel „Stadtrat“ führen. Hinzu kommt der stimmberechtigte Oberbürgermeister als Vorsitzender des Rats.
Die Kommunalwahl 2024 führte zu folgendem Ergebnis (in Klammern: Unterschied zu 2019):
| Partei                         | Stimmen       | Sitze  |
| CDU                            | 28,2 % (+1,4) | 6 (±0) |
| FWV                            | 31,9 % (+8,2) | 7 (+2) |
| Grüne                          | 16,1 % (-6,5) | 3 (-2) |
| SPD                            | 16,6 % (−1,6) | 4 (±0) |
| FDP/LfH                        | 7,3 % (-1,5)  | 2 (±0) |
| Wahlbeteiligung: 59,4 % (+3,4) |               |        |

### Finanzen
Der Haushalt der Stadt Hockenheim hat im Jahr 2014 ein Gesamtvolumen 65.241.500 Euro. Als eine der ersten Kommunen in Deutschland hat die Stadt Hockenheim für den Bereich der städtischen Finanzen freiwillig eine sog. „Nachhaltigkeitssatzung“ eingeführt, über die die Stadt anstrebt, ihre Schulden und die daraus resultieren Zins- und Tilgungslasten abzubauen. Im Ergebnis sollen mit Hilfe der Nachhaltigkeitssatzung die finanziellen Gestaltungsmöglichkeiten für künftige Generationen verbessert werden.

### Wappen
Die Blasonierung des Wappens lautet: In von Schwarz und Blau geteilten Schild oben ein wachsender, rot bewehrter, rot bezungter und rot gekrönter goldener Löwe, unten zwei schräggekreuzte silberne Hakenstangen.
Es geht zurück auf ein Siegel, das seit 1609 belegt ist. Der Pfälzer Löwe erinnert an die ehemalige Zugehörigkeit zur Kurpfalz. Die zwei gekreuzten Haken verweisen, beruhend auf einer volksetymologischen Herleitung, redend auf den Ortsnamen (Hocken = Haken). Sie finden sich auch auf alten Grenzsteinen und einer Glocke der Pfarrkirche aus dem Jahr 1748. Um die Zeit der Stadterhebung 1895 entstand das bis heute gültige Stadtsiegel und Wappen.

### Städtepartnerschaften
Hockenheim unterhält mit folgenden Städten Städtepartnerschaften:
- Commercy in Frankreich, seit 1970
- Hohenstein-Ernstthal in Sachsen, seit 1990
- Mooresville in North Carolina (USA), seit 2002

## Kultur und Sehenswürdigkeiten
Hockenheim liegt an der Badischen Spargelstraße und an der Bertha Benz Memorial Route, die beide an vielen Sehenswürdigkeiten vorbeiführen.

### Museen
Mit dem Tabakmuseum verfügt Hockenheim über das erste Museum seiner Art in Baden-Württemberg. Es wurde 1984 eröffnet. Zwei Jahre später öffnete das Motor-Sport-Museum am Hockenheimring, das die Geschichte des Rings darstellt und mehr als 200 historische Motorräder und Motoren zeigt.

### Gedenkstätten
Eine Gedenktafel am früheren Standort der Synagoge Ottostraße/Ecke Rathausstraße erinnert an die Zerstörung des jüdischen Gotteshauses durch SA-Männer beim Novemberpogrom 1938.
Am Hockenheim-Ring erinnert eine Gedenktafel an den tödlich verunglückten Jim Clark.

### Musik

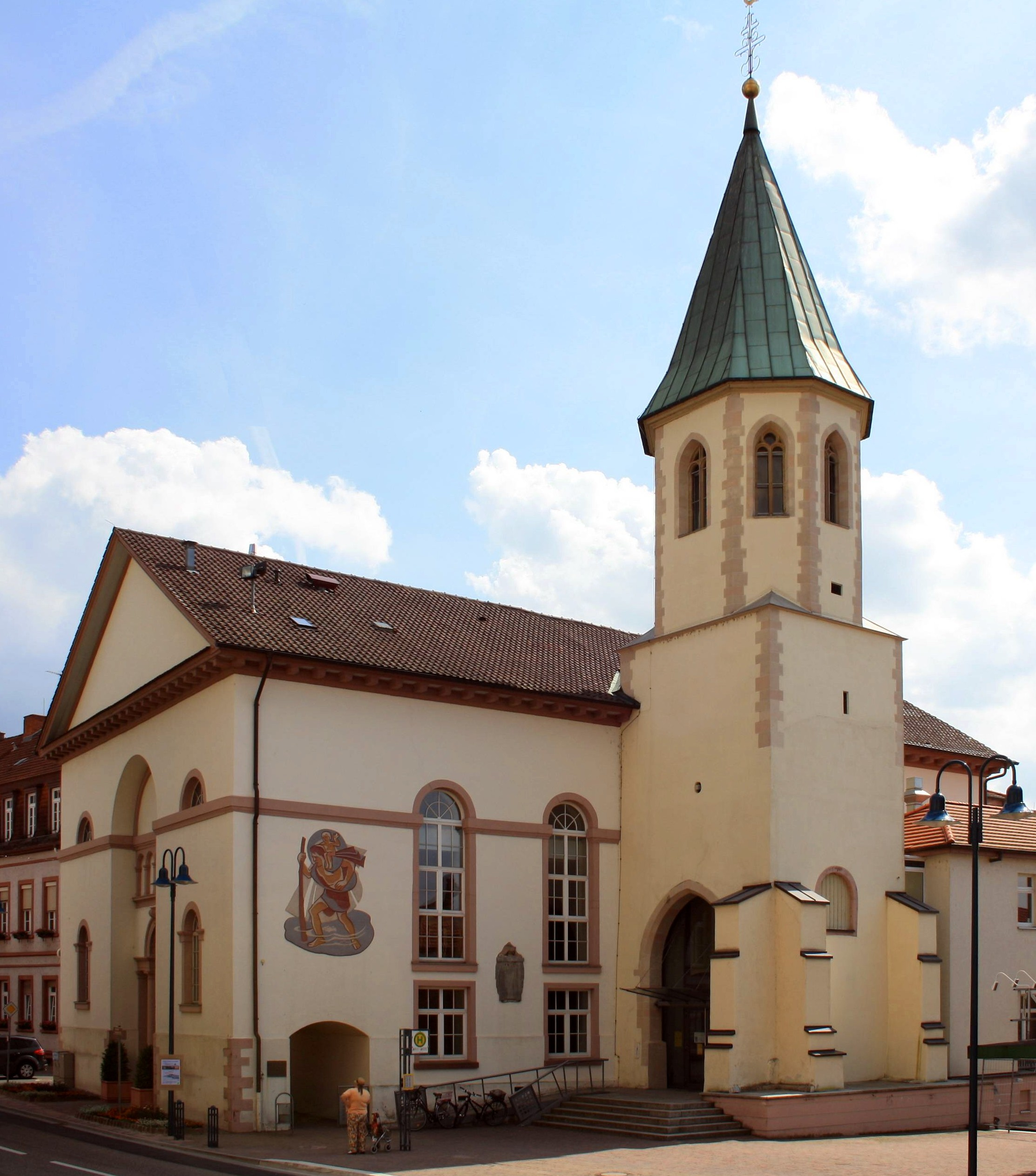
Die alte katholische Kirche. Heute: Kath. Gemeindezentrum St. Christophorus

In Hockenheim gibt es mehrere Musikvereine:
- Die Guggenmusik Hoggema RingDeifel bestehen seit 2003 und sind mit ihrer modernen Guggenmusik an der Fasnacht nicht nur in Deutschland, sondern auch in den angrenzenden Ländern wie Schweiz und Frankreich unterwegs.
- Der Männergesangverein Eintracht besteht seit 1924 in Hockenheim. Er zeichnet sich durch seinen qualitativ guten Chor aber auch durch gesellige Veranstaltungen aus.
- Der Gesangverein Sängerbund-Liederkranz 1862 Hockenheim.
- Der Gesangsverein AGV Belcanto Hockenheim 1906 mit den musikalischen Schwerpunkten Pop, Musical und Filmmelodien.
- Die HSV-Musikkapelle Blaue Husaren wurde 1956 gegründet. Die Blauen Husaren zeichnen sich durch ihre Jugendarbeit aus. Neben dem Großen Orchester gibt es ein Jugendorchester und für Anfänger das „Piccolo“-Orchester.
- Der Männergesangverein Liedertafel 1874 Hockenheim mit rund 200 Aktiven in Kinder-, Jugend-, Frauen- und Männerchor
- Der Fanfarenzug der Rennstadt Hockenheim ist schon seit über 50 Jahren ein musikalisches Aushängeschild der Stadt.
- Der Orchesterverein Stadtkapelle Hockenheim e. V. besteht seit 1863 und konzentriert sich in den vergangenen Jahren neben der Unterhaltungsmusik verstärkt auf die symphonische Blasmusik. Der Verein ist auch gleichzeitig Feuerwehrkapelle und unterstützt die örtliche Freiwillige Feuerwehr bei Umzügen, öffentlichen Anlässen oder bei Feuerwehrfesten. Die Stadtkapelle hat eine Jugendabteilung mit Gruppierungen und Ensembles für verschiedene Leistungsstände, außerdem bietet sie Instrumentalunterricht an.
- Das Hohner-Akkordeon-Orchester Hockenheim wurde 1955 gegründet. Mit über 100 Aktiven in drei Erwachsenen- und drei Nachwuchsorchestern. Der Verein zeichnet sich durch eigene Ausbildungskonzepte und eine kontinuierliche Nachwuchspflege aus.
- Das Kammerorchester Hockenheim e. V. wurde 2007 gegründet. Es besteht aus etwa 30 aktiven Musikerinnen und Musikern. Der Schwerpunkt des Orchesters liegt im Barock und der frühen Klassik es wird aber auch romantisches und zeitgenössisches Repertoire gespielt. Die gemeinsame Arbeit mit Chören wird ebenfalls gepflegt.[16]
- Der Madrigalchor Hockenheim e. V. wurde 1981 von Konrad Schillinger gegründet. Seit 1996 steht er unter der Leitung von Robert Sagasser. Der Chor besteht zurzeit aus ca. 35 Sängerinnen und Sängern, die Interesse an der Erarbeitung und Interpretation anspruchsvoller Chormusik haben. Das Repertoire des Chores besteht hauptsächlich aus Chorwerken der Renaissance und des Barock, es wird aber auch Literatur späterer Epochen der Musikgeschichte erarbeitet.

### Bauwerke
Der Güldene Engel ist das älteste und traditionsreichste Fachwerkhaus in Hockenheim. Es wurde 1690 von Johann Georg Engelhorn für seinen Sohn Johann Jakob gebaut. Aus dieser Familie stammen Friedrich Engelhorn (Gründer der BASF), Georg Engelhorn (Gründer des Mannheimer Modehauses Engelhorn&Sturm), Curt Engelhorn (ehemaliger Eigentümer der Mannheimer Firma Boehringer) und weitere angesehene Bürger. Der berühmte kaiserliche General Prinz Eugen hat im Güldenen Engel für einige Tage Rast gemacht und 1766 gab die Seiltänzerfamilie Knie im Engelhof ein für Hockenheim und Umgebung vielbeachtetes Gastspiel. Seit 1980 gehört das Haus einem Hockenheimer Architekten, der nach aufwendiger Restaurierung im Jahr 1986 unter anderem eine Gaststätte einrichtete.
Die Hockenheimer Mühlen wurden auf Anweisung der Stadt in den 1960er Jahren zerstört; an ihrer Stelle ließ man einen einfachen Wohnblock errichten.
Der Wasserturm, im Jugendstil erbaut und 1910 fertiggestellt, ist das Wahrzeichen der Stadt.

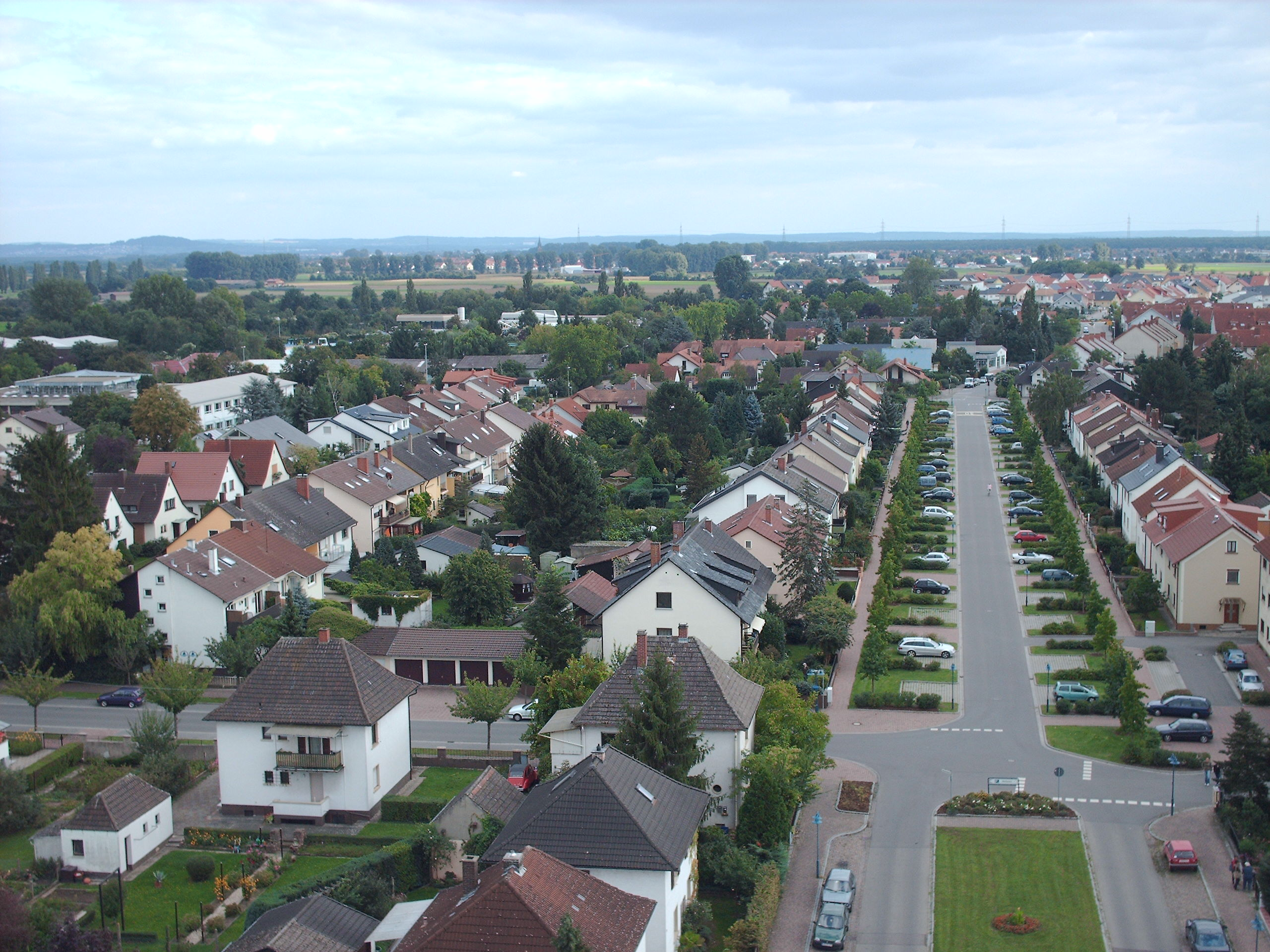
Aussicht vom Wasserturm in Hockenheim

Die Evangelische Stadtkirche wurde im frühen Jugendstil ab 1906 von Hermann Behaghel im Stadtzentrum am Marktplatz erbaut.
Die Katholische Kirche St. Georg entstand 1910–1911 im Jugendstil und hat einen 64 Meter hohen Turm. Architekt war Johannes Schroth. Die Orgel ist die zweitgrößte erhaltene Kirchenorgel der Firma Welte & Söhne aus dem Jahr 1939.
Die Alte Katholische Kirche, die heute als Gemeindehaus dient, hat einen spätgotischen Chorturm von 1490 mit einer achtseitigen Glockenstube und einen klassizistischen Saalbau aus den Jahren 1817–1819, welcher nach Entwürfen des badischen Hofbauinspektor und Oberingenieurs Jacob Friedrich Dyckerhoff (1774–1845) im sogenannten Weinbrenner-Stil erbaut wurde.
Die Evangelisch-Methodistische Christuskirche wurde in den Jahren 1958/1959 erbaut.
Die Neuapostolische Kirche ist die jüngste Kirche der Stadt, welche im Jahr 2002 erbaut wurde.

### Parks
Der größte Park Hockenheims ist der Gartenschaupark, der entlang der Bahnlinie Mannheim–Stuttgart vom Bahnhof bis zum nördlichen Ortsausgang verläuft. Er wurde anlässlich der 1991 in Hockenheim stattgefundenen Landesgartenschau angelegt. Zum Gartenschaupark zählen auch der räumlich angrenzende Stiegwiesenpark und der Ebertpark.

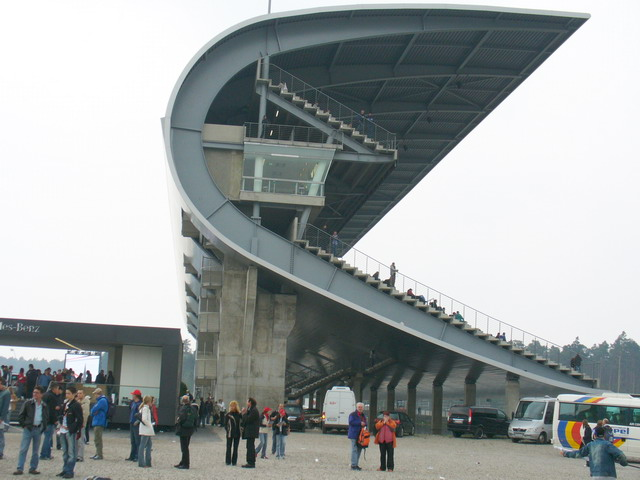
Mercedes-Tribüne am Hockenheimring.

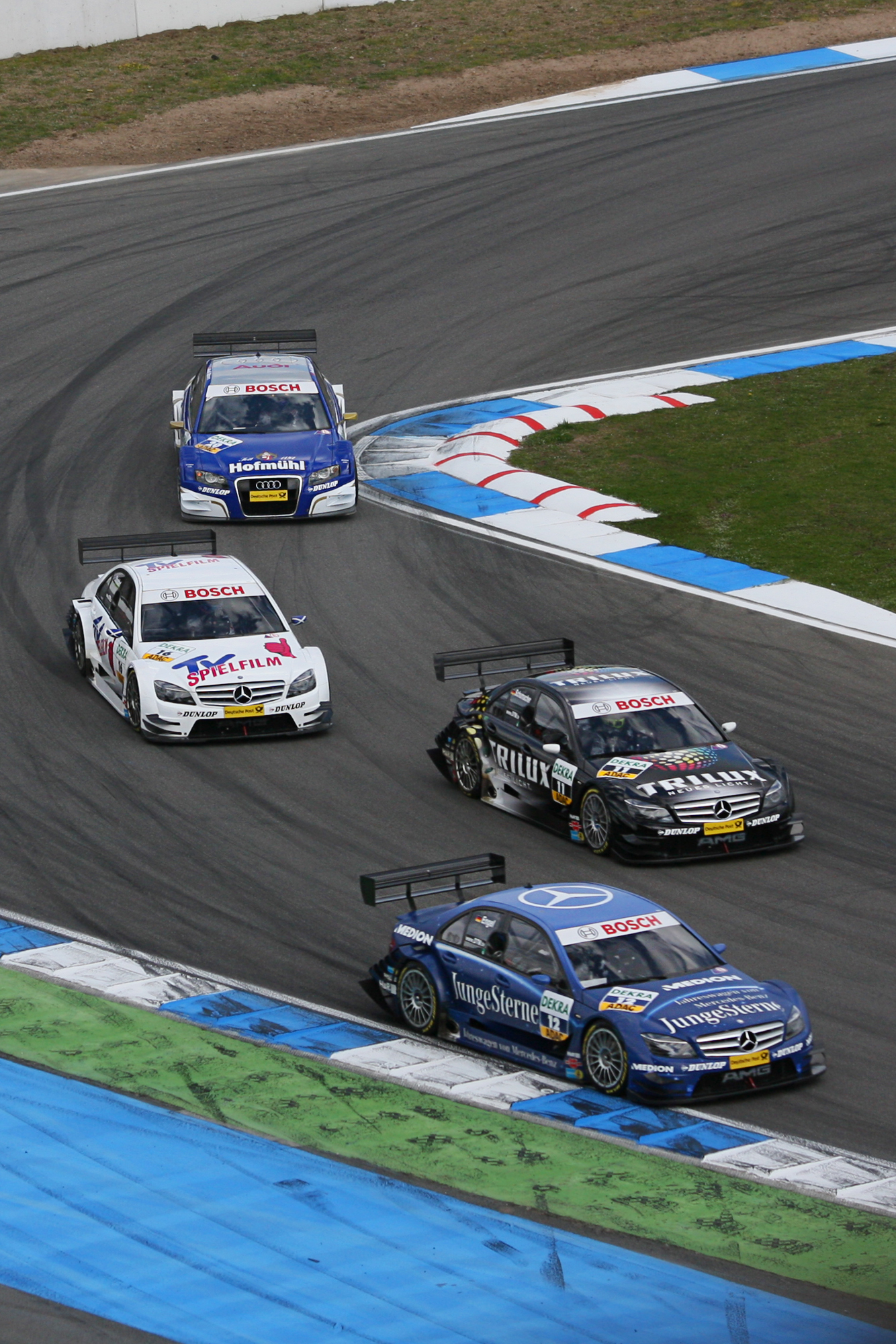
DTM-Rennen 2008.

### Sport
Motorsport
Überregional bekannt wurde Hockenheim durch den 1932 eröffneten Hockenheimring, auf dem auch Formel-1-Rennen ausgetragen werden. Bereits beim Eröffnungsrennen am 29. Mai 1932 wurden 45.000 Besucher gezählt. Das erste Mal wurde die Rennstrecke 1938 zum sogenannten Kurpfalzring umgebaut. Für den Umbau wurden Arbeitslose im Rahmen einer Arbeitsbeschaffungsmaßnahme eingesetzt. Der zweite Umbau wurde durch den Bau der Bundesautobahn 6 ausgelöst, die den bis zu den Häusern führenden Ring (Stadtkurve) komplett durchschnitt. Innerhalb von zwei Jahren wurde bis 1965 das sogenannte Motodrom geschaffen, in dem die Zuschauer, auf erhöhten Tribünenrängen sitzend, weite Teile der Rennstrecke überblicken können.
2002 begannen einige Umbauarbeiten des damals noch rund 6,8 km langen Hockenheimrings, bei der auch die Strecke drastisch verändert wurde. Der Fahrbelag wurde erneuert, die Zuschauerkapazität erweitert und die Streckenführung des Grand-Prix-Kurses auf 4,5 km Länge verkürzt. Außerdem wurde ein Fahrsicherheitszentrum geschaffen, das heute vom ADAC betrieben wird. Das Land Baden-Württemberg beteiligte sich mit rund 15 Millionen Euro an den Kosten der Maßnahme; seither führt die Rennstrecke den Namen Hockenheimring Baden-Württemberg. Weitere notwendige Umbaumaßnahmen, insbesondere die längst überfälligen Verbesserungen der alten Zufahrten aus den sechziger Jahren, aber auch die baulichen Abschlussarbeiten der o. g. Maßnahmen, sind aus finanziellen Gründen zurzeit nicht realisierbar. So werden motorsportliche Großveranstaltungen auf dem Hockenheimring immer seltener.
Luftsport
Westlich des Stadtgebietes befindet sich der Sonderlandeplatz Auchtweid. Dieser Flugplatz wurde am 14. Juni 1952 vom Sportflieger-Club Hockenheim für den Flugbetrieb freigegeben. Seitdem wurden dort zahlreiche nationale und internationale Segelflugwettbewerbe und Flugtage ausgetragen.
Des Weiteren befindet sich am Rhein bei Ketsch der Flugplatz Herrenteich des Segelfliegerclubs Schwetzingen. In der Gemarkung Muldhäusl befindet sich außerdem ein Flugfeld für Modellflugzeuge.
Ringen
Die Ringer des RSV 91 Hockenheim bildeten 2010 eine Ringkampfgemeinschaft mit dem AV 1889 Reilingen. Die RKG Reilingen-Hockenheim trat in der Saison 2019/20 in der DRB-Bundesliga Nordwest an.
Weitere Sport- und Freizeitanlagen
- Freizeitbad Aquadrom
- Rudolph-Harbig-Sporthalle (500 Zuschauer)
- DJK Sporthalle
- Waldstadion (ca. 6.000 Zuschauer)
- Beachvolleyball (im Gartenschaupark)
- Jahnhalle
- Tennishalle und Tennisfreiplätze

### Regelmäßige Veranstaltungen
- 3. Wochenende im Mai: Straßenfest Hockenheimer Mai
- 1. Sonntag im Oktober: Hockenheimer Kerwe (Kirchweih)
- 1. November Hockenheimringlauf
- Wochenende des 1. Advent: Hockenheinmer Advent

## Wirtschaft und Infrastruktur

### Wirtschaft
Traditionell war Hockenheim von der Landwirtschaft geprägt und einstige Tabakhochburg. 1907 boten 26 Tabakfabriken 1400 Arbeitsplätze. Dem Strukturwandel, der nach dem Zweiten Weltkrieg einsetzte, begegnete die Stadt, indem sie Industriegebiete auswies. Der US-Verpackungshersteller Sonoco (vor 31. Oktober 2014 Weidenhammer) hat einen seiner Standorte in Hockenheim. Die Zentrale des bundesweit tätigen Groß- und Einzelhändlers Krämer Pferdesport befindet sich seit 1973 in Hockenheim. Die 1875 gegründete Sparkasse Hockenheim und die 1904 gegründete Volksbank Hockenheim verloren ihre Selbständigkeit und gehören heute zur Sparkasse Heidelberg bzw. zur Volksbank Kur- und Rheinpfalz. Insgesamt bieten die Betriebe der Stadt im Jahr 2003 etwa 6.408 Arbeitsplätze. Die Zahl der Arbeitslosen lag in diesem Jahr bei rund 800.

### Verkehr

#### Autobahnen
Hockenheim liegt an den Bundesautobahnen A 6 (Saarbrücken–Waidhaus) mit der Ausfahrt Hockenheim/Schwetzingen und der am Autobahndreieck Hockenheim beginnenden A 61 Richtung Kaldenkirchen mit der Anschlussstelle Hockenheim/Speyer sowie an der A 5, Anschlussstelle Hockenheim/Walldorf/Wiesloch.

#### Bundesstraßen
Ferner liegt die Stadt an der B 39 (Frankenstein–Mainhardt).

#### Bahnlinien

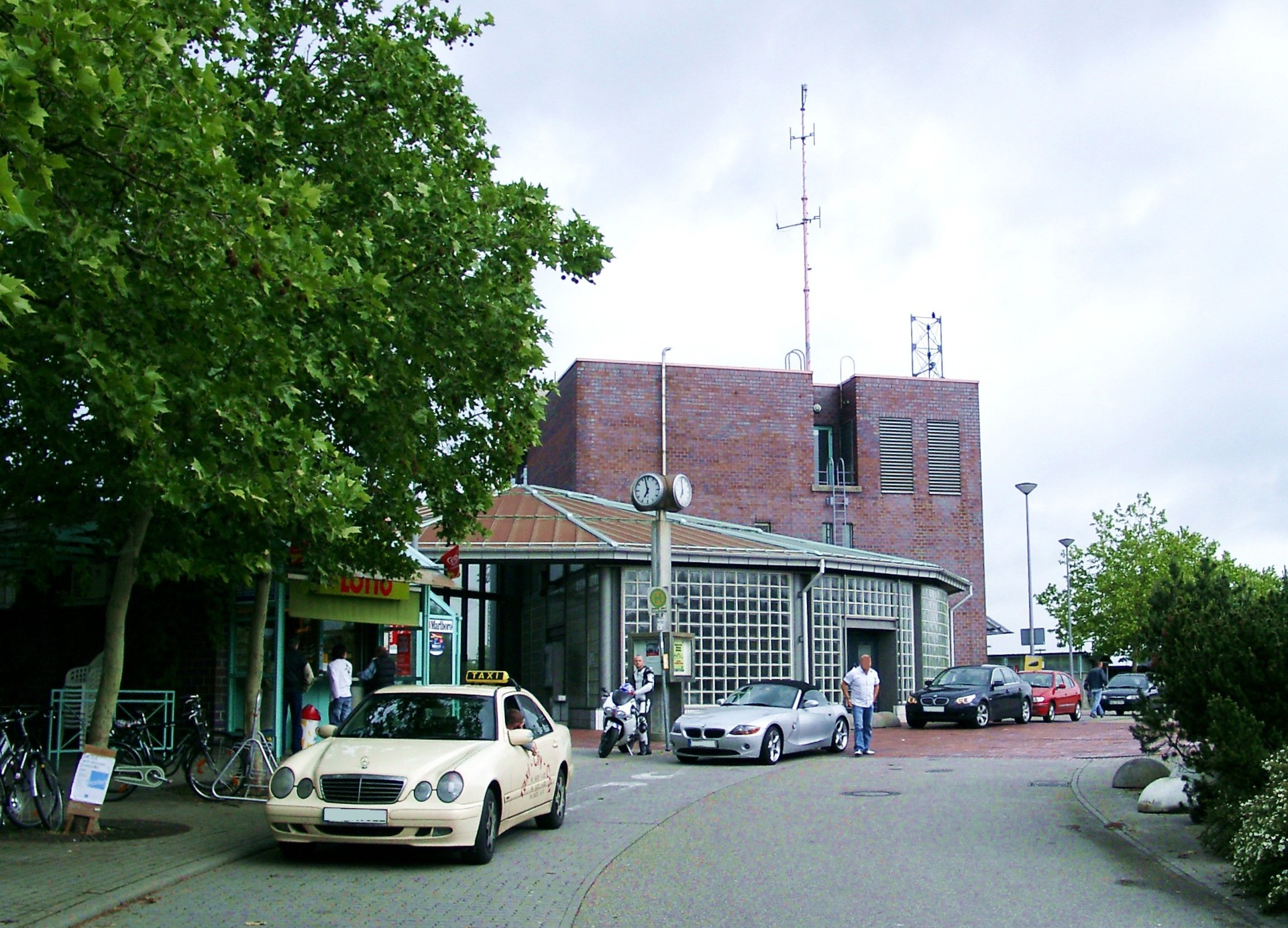
Der Bahnhof in Hockenheim

Der Bahnhof Hockenheim liegt an der Bahnstrecke Mannheim–Rastatt. Bis in die 1970er Jahre existierte in unmittelbarer Nähe zum Personenbahnhof auch ein Güterbahnhof.
Im Industriegebiet Talhaus befindet sich eine Güterverkehrsanbindung über die Rheinbahn nach Mannheim.

#### Historische Bahnlinie
Hockenheim hatte von 1898 bis in die 1950er Jahre hinein im Stadtteil Talhaus einen weiteren Personenbahnhof (Station Talhaus) und auch einen weiteren Güterbahnhof an der ehemaligen Bahnstrecke Heidelberg–Speyer. Die Personenbahn wurde im Volksmund Eselsbahn genannt. Da gegen Ende des Zweiten Weltkriegs die Rheinbrücke Speyer von sich zurückziehenden deutschen Truppen gesprengt wurde, musste das Teilstück nach Speyer stillgelegt werden, wobei wohl bis weit in die 1950er Jahre noch Züge über Hockenheim-Talhaus bis hin zur letzten Station vor der zerstörten Rheinbrücke (Lußhof) verkehrten. Von diesen Gleisen existiert bis heute noch die kurze Stichbahn zum Industriegebiet Talhaus, die für den Güterverkehr der dort ansässigen Unternehmen erhalten blieb und heute noch genutzt wird.

#### Buslinien
Des Weiteren führt die Buslinie Heidelberg–Speyer über Hockenheim. Sie verkehrt im Halbstundentakt und erschließt auch das Gewerbegebiet. Das Stadtgebiet wird tagsüber werktags mit einer im Halbstundentakt verkehrenden Kleinbuslinie (genannt RingJet) versorgt. Außerdem ist Hockenheim auch durch die Regiobuslinie Wiesloch-Speyer angebunden. Sie fährt täglich im Stundentakt und ist auf die Zugfahrzeiten an den Bahnhöfen Wiesloch-Walldorf, Hockenheim und Speyer Hbf abgestimmt. Bei Veranstaltungen auf dem Hockenheimring wird eine auf die Zugfahrzeiten abgestimmte Pendelbuslinie eingerichtet. Hockenheim gehört zum Tarifgebiet des Verkehrsverbunds Rhein-Neckar.

#### Radverkehr
Durch eine Alltagsroute aus dem Radnetz Baden-Württemberg ist Hockenheim über Oftersheim mit Schwetzingen und in der anderen Richtung an Neulußheim vorbei über Waghäusel mit Karlsruhe verbunden.
Durch das westliche Stadtgebiet verläuft die rechtsrheinische Variante des Rheinradwegs, der von der Quelle des Rheins am Oberalppass im Schweizer Kanton Graubünden bis zur Mündung bei Rotterdam führt. Der Radfernweg ist Bestandteil der Eurovelo-Route 15 (Rheinradweg).
Hockenheim ist Mitglied der AGFK (Arbeitsgemeinschaft Fahrrad- und Fußverkehrsfreundlicher Kommunen) in Baden-Württemberg.

### Medien
Über das lokale Geschehen berichtet die Hockenheimer Tageszeitung.

### Bildung
Die Stadt Hockenheim ist Träger des Carl-Friedrich-Gauß-Gymnasiums, der Theodor-Heuss-Realschule und der Gustav-Lesemann-Schule (Sonderpädagogisches Bildungs- und Beratungszentrum mit Förderschwerpunkt Lernen). Ferner unterhält sie mit der Hubäcker-Schule, der Pestalozzi-Schule und die Hartmann-Baumann-Schule (benannt nach dem ersten urkundlich erwähnten Schulmeister in Hockenheim, der um 1600 tätig war), drei Grundschulen, von denen die Hartmann-Baumann-Schule auch eine Werkrealschule beinhaltet. Für die jüngsten Einwohner bestehen drei städtische, drei evangelische, zwei römisch-katholische und zwei private Kindergärten.
Der Rhein-Neckar-Kreis ist Träger der Louise-Otto-Peters-Schule, einer hauswirtschaftlichen Berufsschule. Hockenheim hat auch eine Sing- und Musikschule sowie eine Volkshochschule und eine Stadtbibliothek.
Die Karpow-Schachakademie Hockenheim fördert den Schachsport in der Rhein-Neckar-Region und richtet Schachturniere aus. Neben Dresden ist Hockenheim einer von zwei Stützpunkten, denen der Deutsche Schachbund (DSB) den Namen Trainingsstützpunkt der Jugend-Olympiamannschaften verliehen hat. Trainingsmaßnahmen des DSB finden bevorzugt an diesen Lokationen statt.

## Persönlichkeiten

### Ehrenbürger
Die Stadt Hockenheim hat folgenden Personen das Ehrenbürgerrecht verliehen:
- 1958: Franz Hund, Bürgermeister
- 1978: Johannes Beykirch, Dekan
- 1978: Kurt Buchter, Bürgermeister
- 1982: Ernst Christ, Initiator des Rennstreckenbaus und Mitbegründer des Badischen Motorsport Clubs (BMC)
- 1994: Josef Hauck, Bürgermeisterstellvertreter
- 1994: Adolf Stier, Stadtrat
- 1994: Arthur Weibel, Bürgermeisterstellvertreter
- 2004: Gustav Schrank, Oberbürgermeister

### Söhne und Töchter der Stadt
Persönlichkeiten, die in Hockenheim geboren wurden:
- Johann Conrad Engelhorn (1769–1827), Gastwirt, Bierbrauer, Essigsieder und Begründer der Mannheimer Linie der Engelhorns
- Johann Georg Fuchs (1769–1844), Landtagsabgeordneter
- Georg Engelhorn (1861–1946), Mitbegründer des bekannten Mannheimer Bekleidungshauses Engelhorn & Sturm
- Abraham Adelsberger (1863–1940), Fabrikant, Kommerzienrat und Kunstsammler
- Karl Kraut (1889–1968), Bürgermeister, Landrat und Landtagsabgeordneter
- Eduard Schopf (1893–1935), gründete 1924 die Kaffeerösterei und das Kaffeeversandhaus Eduscho in Bremen
- Arthur Geiss (1903–1982), Motorradrennfahrer auf DKW, Weltrekordler, Europameister und mehrfacher Deutscher Meister
- Viktor Hospach (1904–1971), Schauspieler und Opernsänger (Bass)
- Berthwin Philibert Gelb (1913–1945), Schulbruder und Märtyrer
- Willy Träutlein (* 1916), Bürgermeister von Haar (bei München)
- Kurt Buchter (1923–2011), von 1958 bis 1978 Bürgermeister von Hockenheim
- Ottmar Ballweg (1928–2019), Jurist und Philosoph
- Willi Ehringer (1928–2024), Jazz- und Unterhaltungsmusiker
- Werner Weißbrodt (1928–2017), Professor für Grafikdesign
- Bruno Itschner (1940–2024), Ingenieur, Hochschullehrer und Autor
- Gerd Zimmermann (* 1947), Politiker (CDU), Landtagsabgeordneter in Baden-Württemberg
- Sonja Viola Senghaus (* 1948), Lyrikerin
- Helmut Seßler (* 1949), Unternehmer, Bankkaufmann, Betriebswirt, Immobilienfachwirt und MBA
- Peter Weibel (1950–2017), Radrennfahrer und Bundestrainer der deutschen Straßenradfahrer
- Hans Pfisterer (* 1953), Marathonläufer
- Kurt Eigl (* 1954), Fußballspieler (Hamburger SV)
- Rüdiger Harksen (* 1954), Leichtathletiktrainer
- Klaus Dieter Reichardt (* 1954), Politiker (CDU), Bundestags- und Landtagsabgeordneter in Baden-Württemberg
- Karl Klein (* 1956), Politiker (CDU), Landtagsabgeordneter in Baden-Württemberg
- Hans Keppler (* 1962), Mineraloge und Geochemiker
- Dirk Mühlbach (1963–2020), Theaterschauspieler
- Jürgen Beyer (* 1964), Soziologe
- Rainer Matsutani (* 1964), Regisseur
- Jens Rupp (* 1964), Musiker, Komponist und Autor
- Udo Ruggaber (* 1967), Ringer, viermaliger deutscher Meister
- Jochen Schmeckenbecher (* 1967), Opernsänger
- Georg Schwabenland (* 1967), Ringer, 1991 und 1992 Europameister
- Timo Kern (* 1990), Fußballspieler

### Personen, die in Hockenheim gewirkt haben
- Philipp David Schwab (1806–1864), war Förderer und Koryphäe des Tabakanbaus, landwirtschaftlicher Berater der badischen Regierung und des Österreichischen Kaiserreichs und Bürgermeister Hockenheims von 1854 bis 1857.
- Wilhelm Herz (1912–1998), Motorradrennfahrer auf DKW und NSU, Weltrekordler, Rennleiter und Präsident des BMC Hockenheim, Geschäftsführer der Hockenheim Ring GmbH